# Chałupki (Cholerzyn)
Chałupki – część wsi Cholerzyn w Polsce, położona w województwie małopolskim, w powiecie krakowskim, w gminie Liszki.
W latach 1975–1998 Chałupki administracyjnie należały do województwa krakowskiego.